# Lijst van personen overleden in augustus 2012
Dit is een lijst van bekende personen die zijn overleden in augustus 2012.

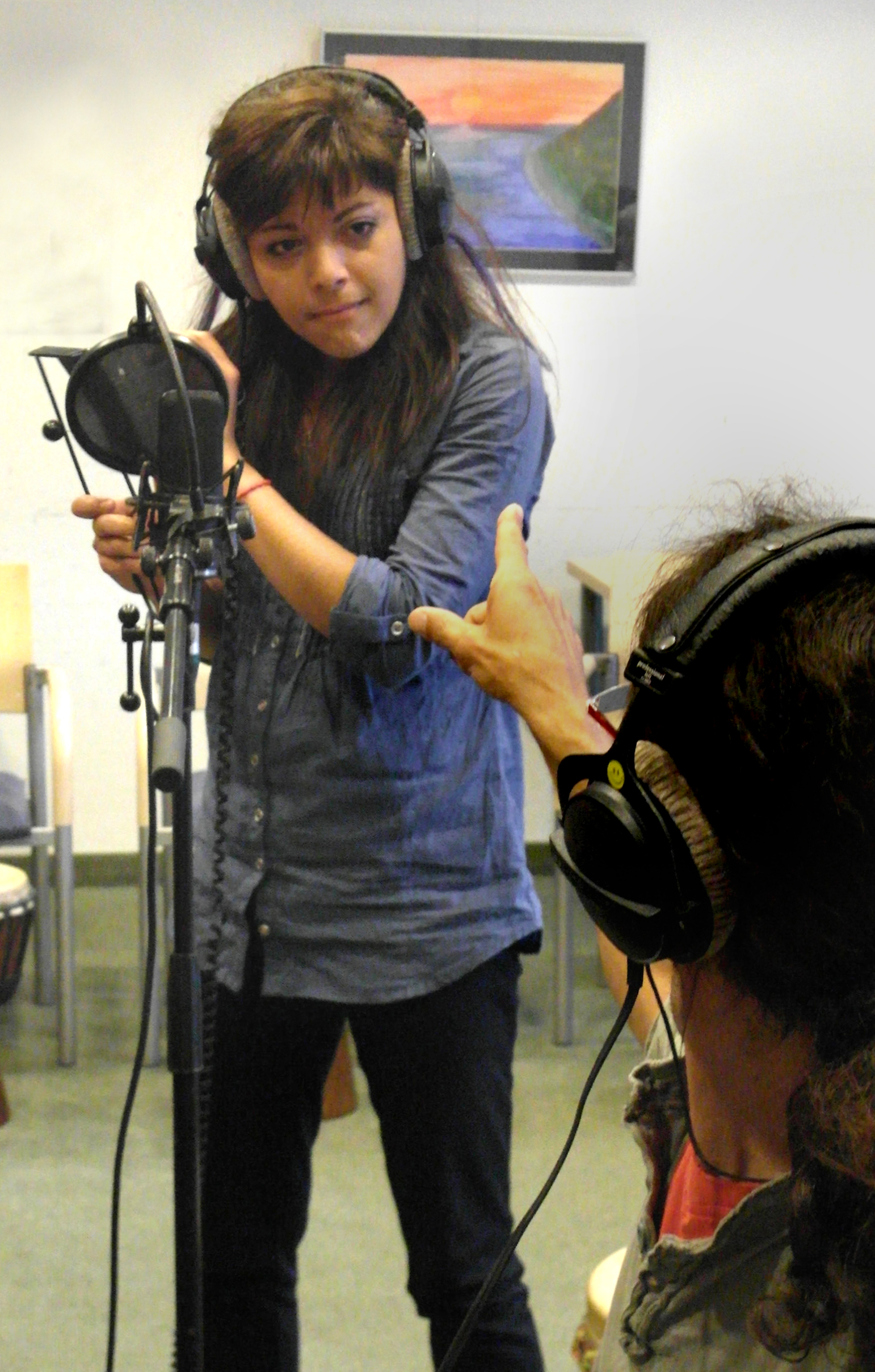
Mihaela Ursuleasa
2 augustus

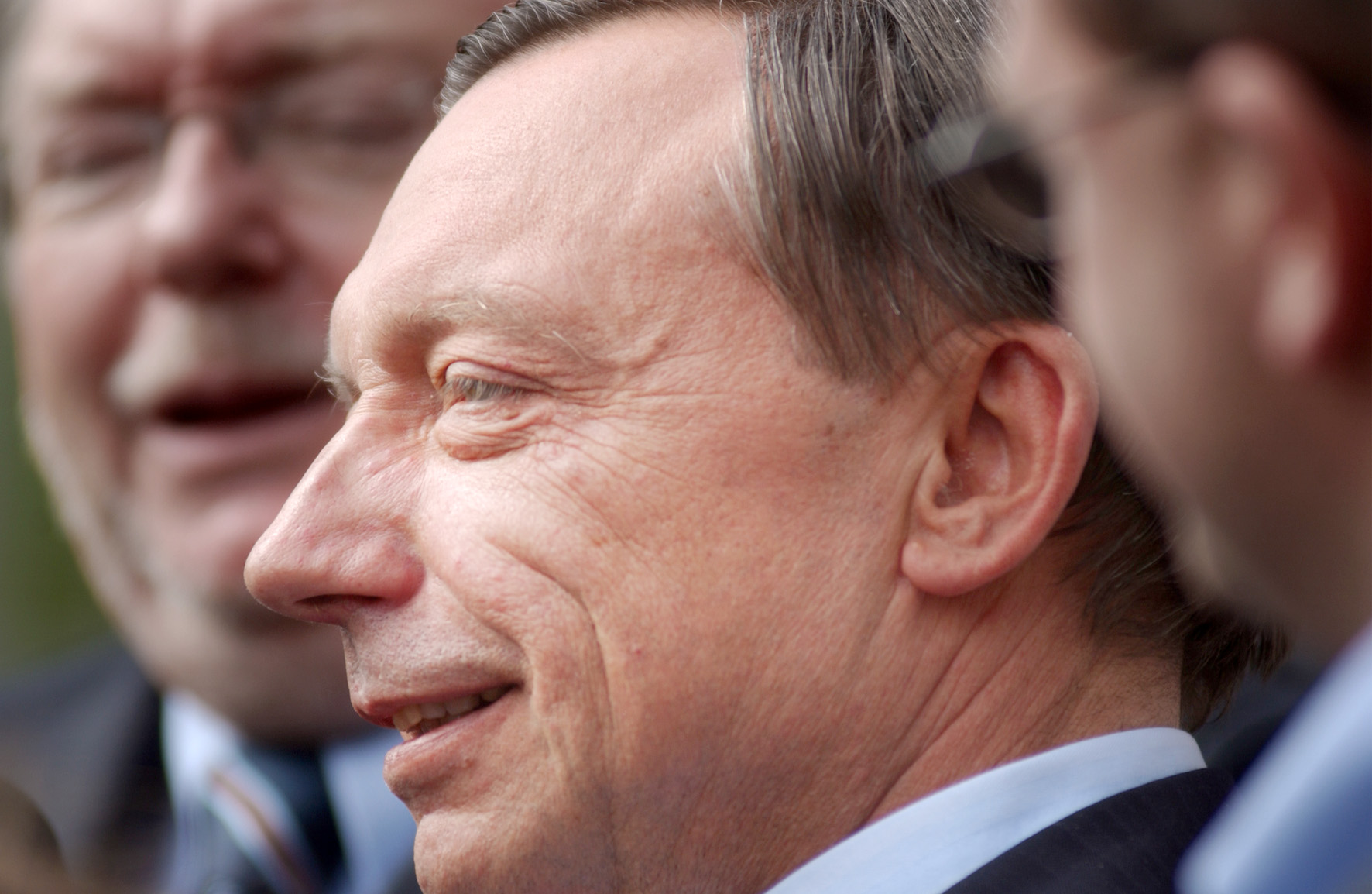
Michel Daerden
5 augustus

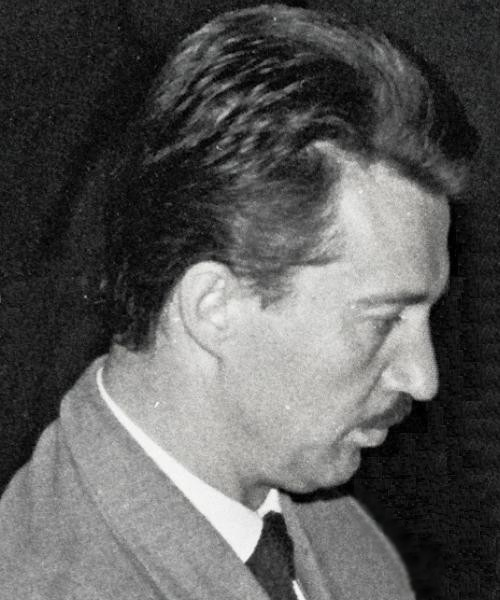
Svetozar Gligorić
14 augustus

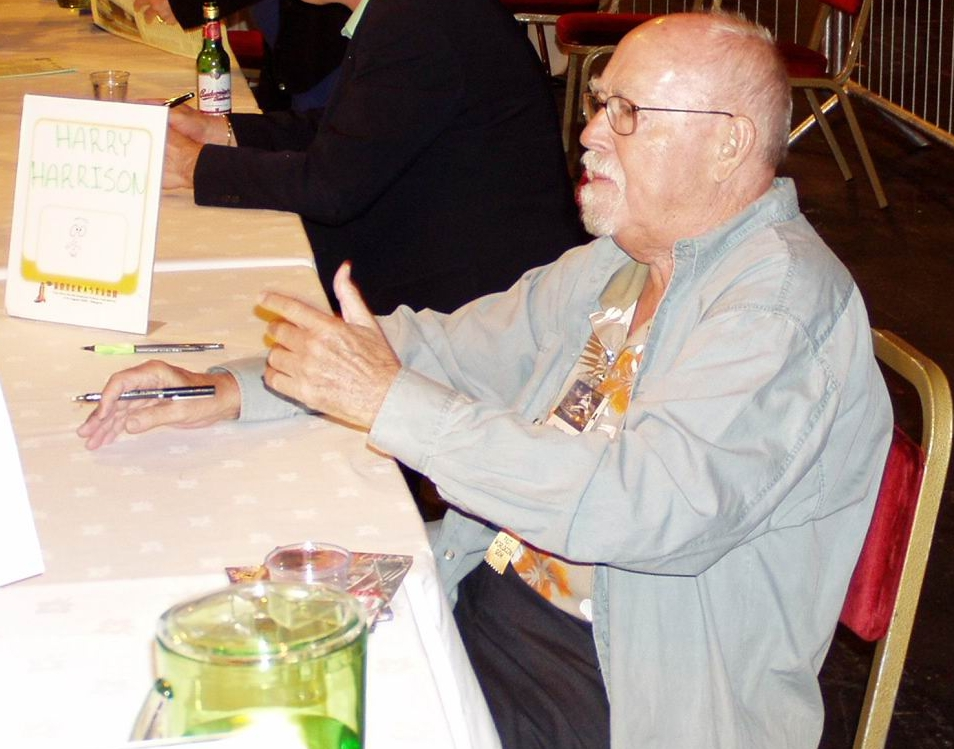
Harry Harrison
15 augustus

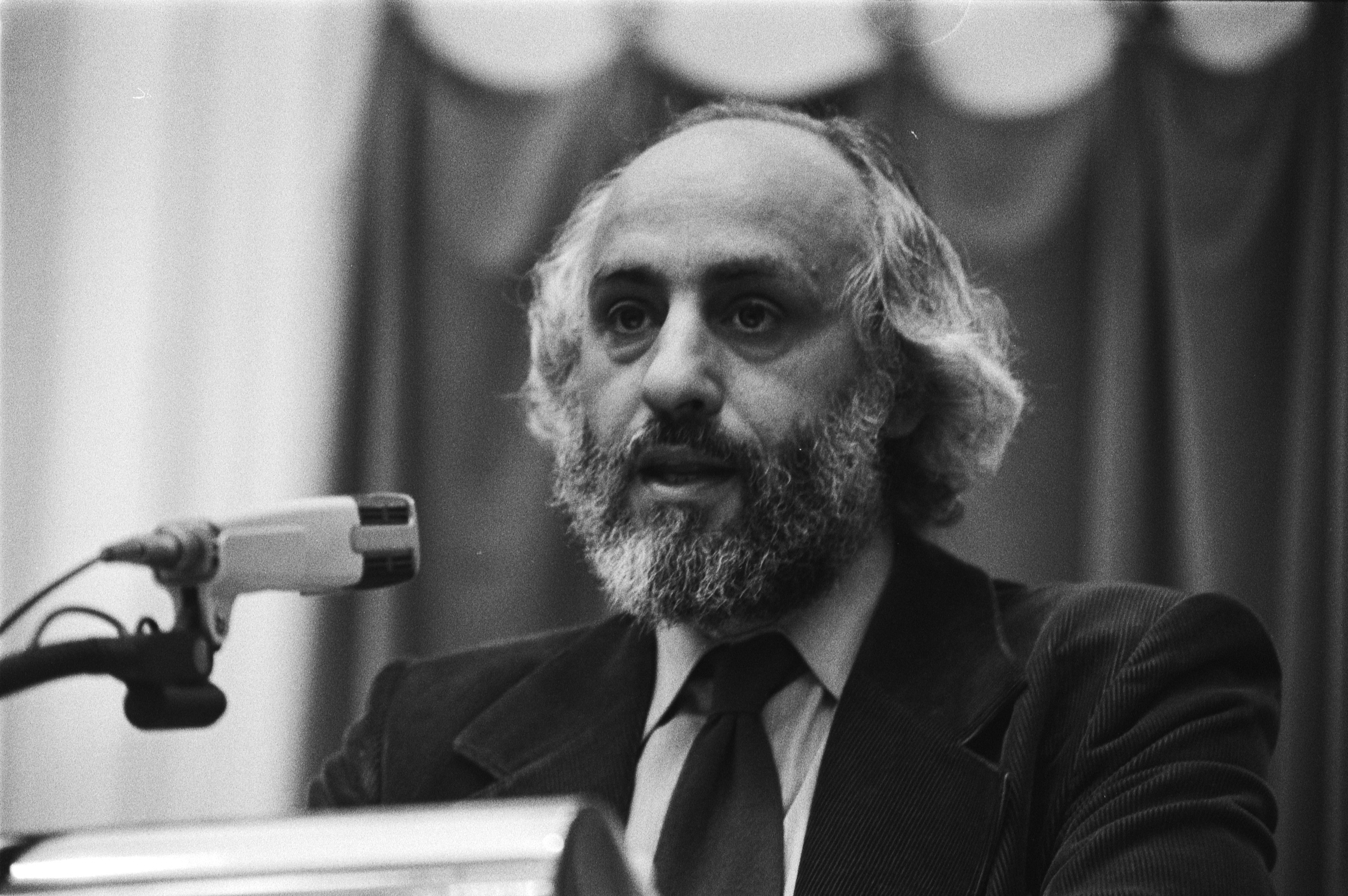
Leo Jansen
16 augustus

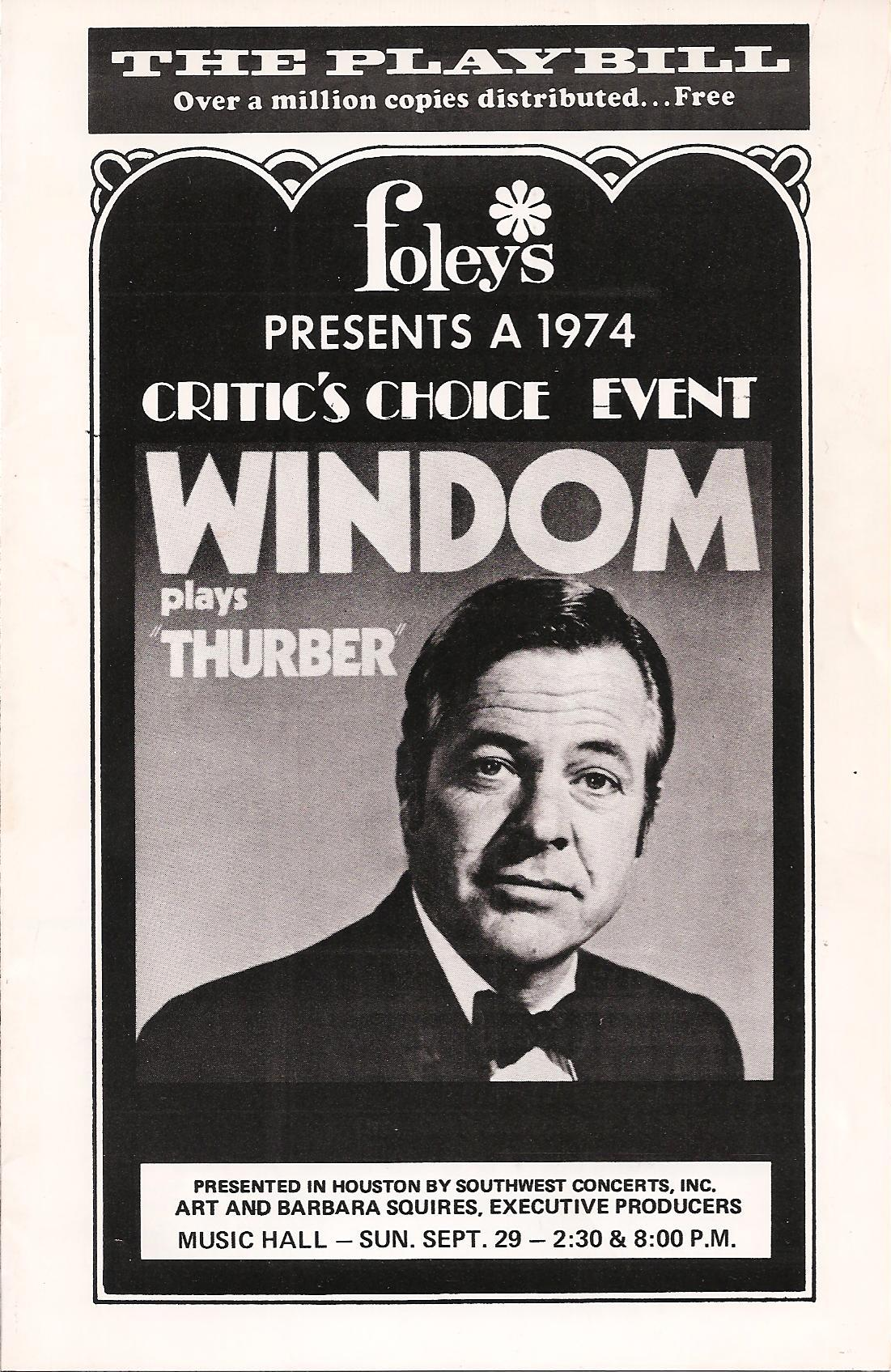
William Windom
18 augustus

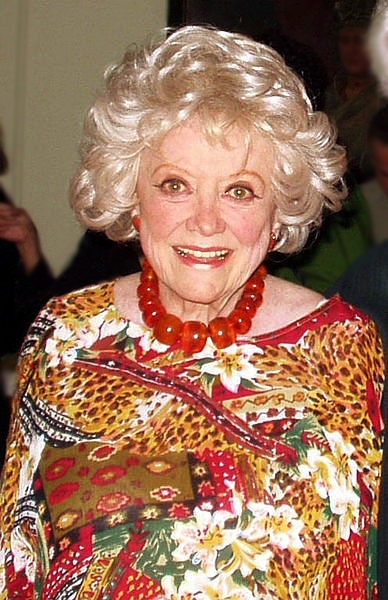
Phyllis Diller
20 augustus

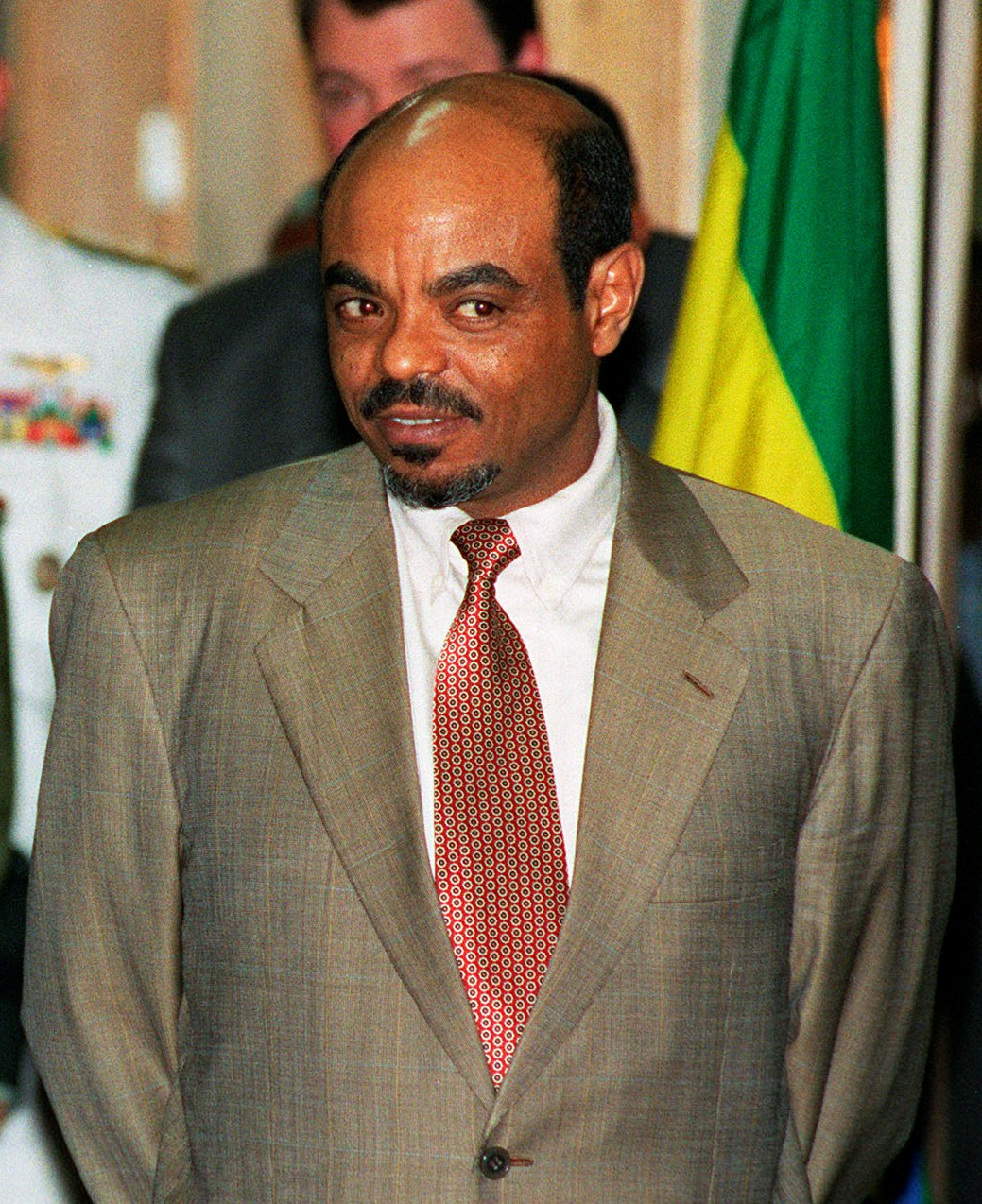
Meles Zenawi
20 augustus

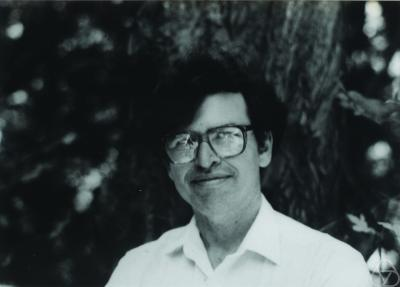
William Thurston
21 augustus

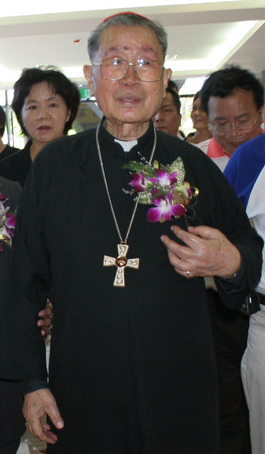
Paul Shan Kuo-hsi
22 augustus

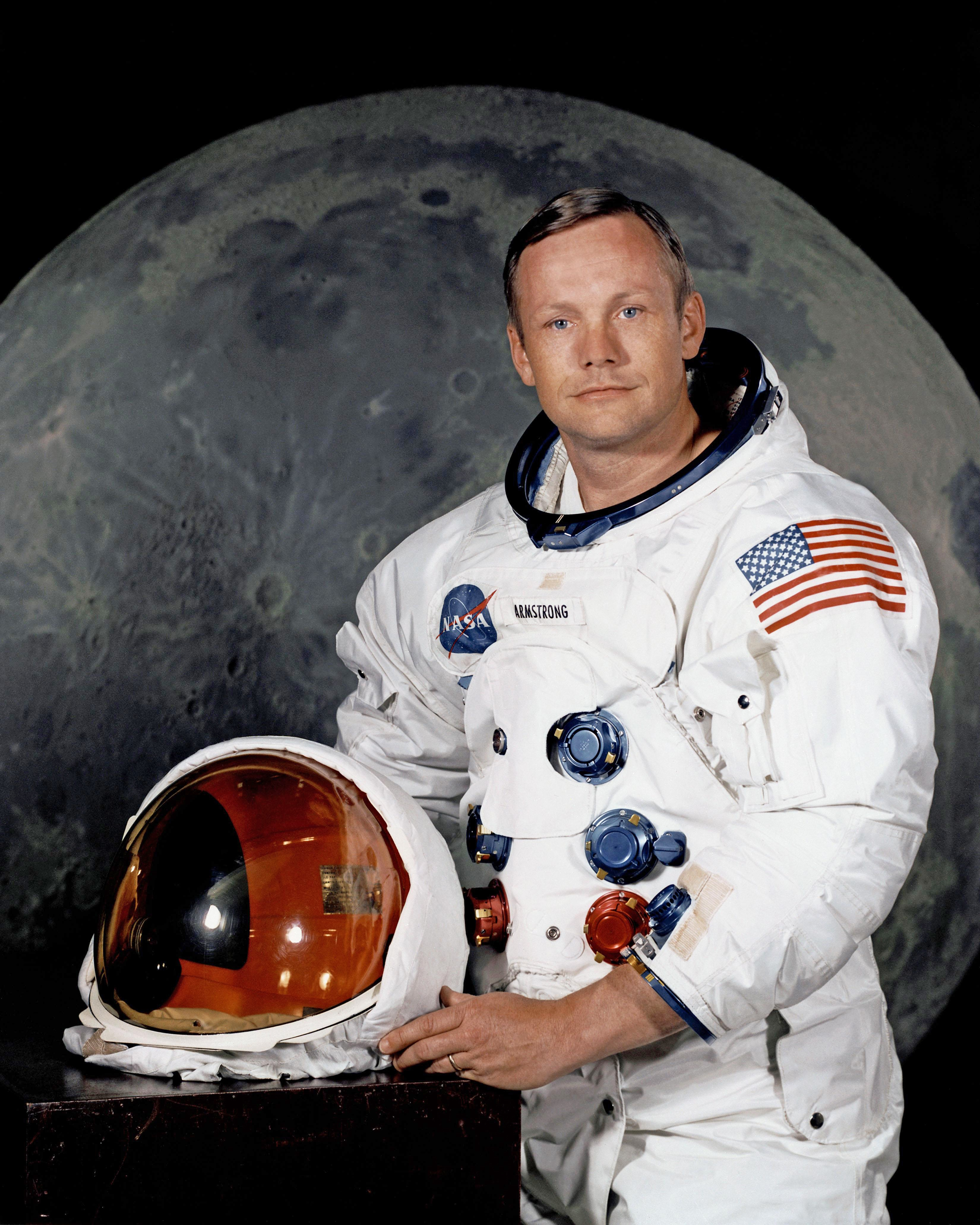
Neil Armstrong
25 augustus

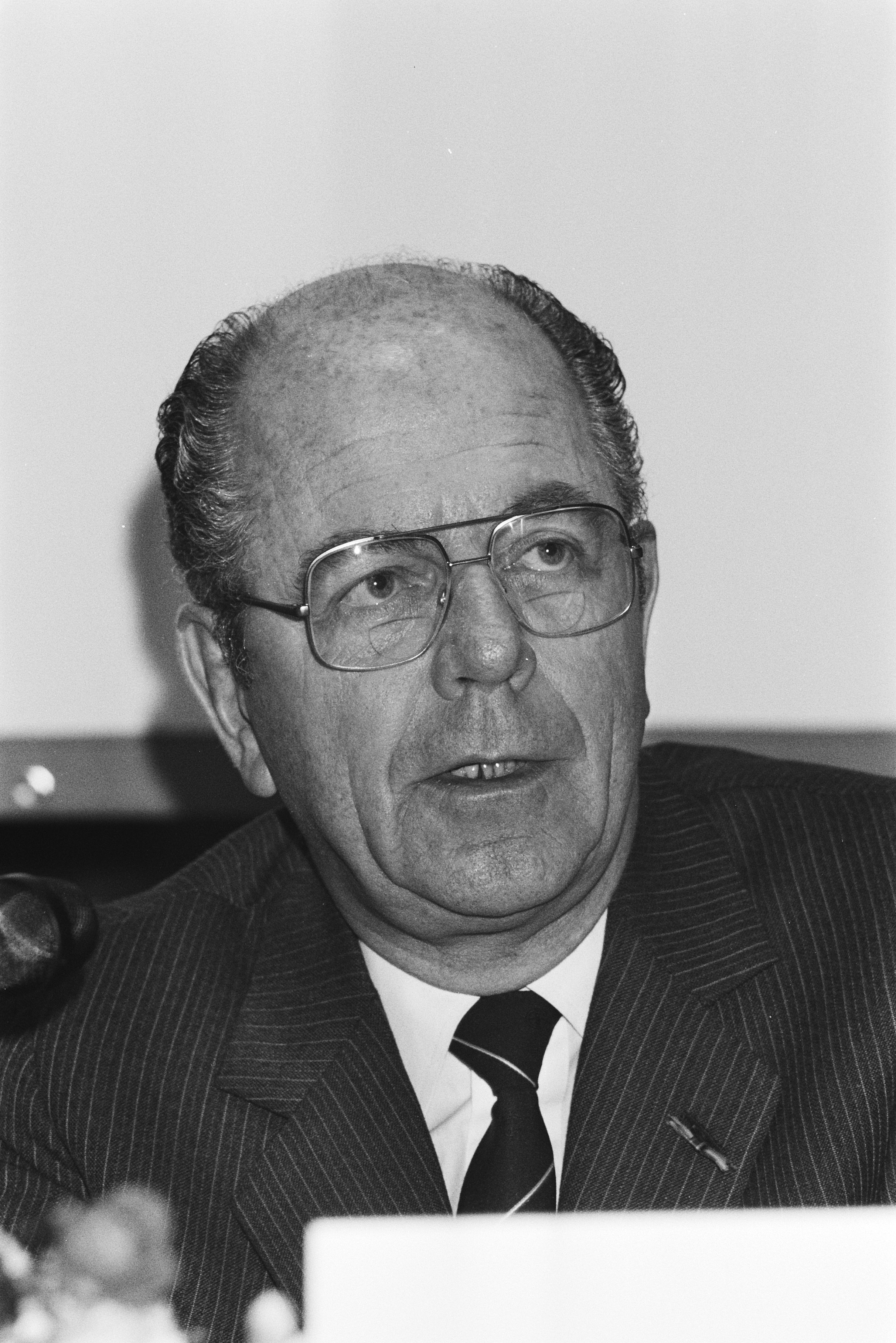
Wisse Dekker
25 augustus

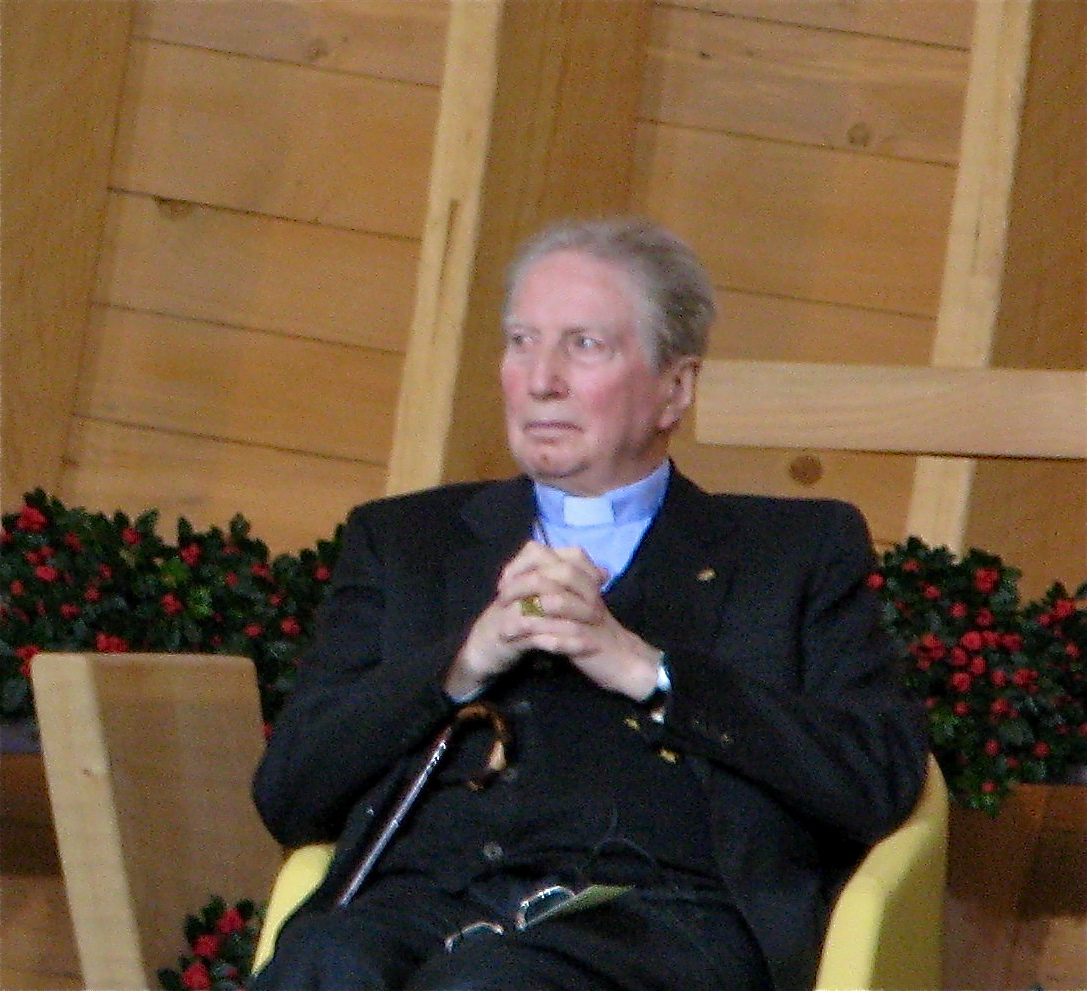
Carlo Maria Martini
31 augustus

| 1 | 2 | 3 | 4 | 5 | 6 | 7 | 8 | 9 | 10 | 11 | 12 | 13 | 14 | 15 | 16 | 17 | 18 | 19 | 20 | 21 | 22 | 23 | 24 | 25 | 26 | 27 | 28 | 29 | 30 | 31 |
| - | - | - | - | - | - | - | - | - | -- | -- | -- | -- | -- | -- | -- | -- | -- | -- | -- | -- | -- | -- | -- | -- | -- | -- | -- | -- | -- | -- |

### 1 augustus
- Aldo Maldera (58), Italiaans voetballer[1]

### 2 augustus
- Jacques Caufrier (70), Belgisch sportbestuurder en waterpolospeler[2]
- Liselotte Funcke (94), Duits politica[3]
- Magnus Isacsson (64), Canadees documentairefilmmaker[4]
- John Keegan (78), Brits historicus, journalist en auteur[5]
- Bernd Meier (40), Duits voetbaldoelman[6]
- Marguerite Piazza (86), Amerikaans sopraan[7]
- Mihaela Ursuleasa (33), Roemeens pianiste[8]

### 3 augustus
- Martin Fleischmann (85), Tsjechisch-Brits scheikundige[9]
- Paul McCracken (96), Amerikaans econoom en auteur[10]

### 4 augustus
- Johnny Bassett (76), Amerikaans bluesgitarist en singer-songwriter[11]
- Renato Nicolini (70), Italiaans architect[12]
- Jimmy Thomson (75), Schots voetballer en voetbaltrainer[13]
- Kirk Urso (22), Amerikaans voetballer[14]

### 5 augustus
- Michel Daerden (62), Belgisch politicus[15]
- Chinonso Ihelwere Henry (21), Nigeriaans-Roemeens voetballer[16]
- Chavela Vargas (93), Costa Ricaans-Mexicaans zangeres[17]

### 6 augustus
- Richard Cragun (67), Amerikaans balletdanser[18]
- Marvin Hamlisch (68), Amerikaans filmcomponist en arrangeur[19]
- Robert Hughes (74), Australisch filmmaker, historicus en kunstcriticus[20]
- Ruggiero Ricci (94), Amerikaans violist[21]
- Frits Vanden Boer (78), Belgisch voetballer[22]

### 7 augustus
- David Cameron (79), Brits acteur en regisseur[23]
- Anna Piaggi (81), Italiaans modejournalist en stijlicoon[24]

### 8 augustus
- Diederik Kraaijpoel (83), Nederlands kunstschilder en schrijver[25]
- Kurt Maetzig (101), Duits filmregisseur[26]
- Jairo Varela (62), Colombiaans salsazanger[27]

### 9 augustus
- Al Freeman Jr. (78), Amerikaans acteur en regisseur[28]
- Sancho Gracia (75), Spaans acteur[29]
- Jan Sawka (65), Pools-Amerikaans kunstenaar en architect[30]
- Mel Stuart (83), Amerikaans regisseur[31]

### 10 augustus
- Philippe Bugalski (49), Frans rallyrijder[32]
- Paul Janssen (85), Nederlands politicus[33]
- Carlo Rambaldi (86), Italiaans filmmaker[34]

### 11 augustus
- Carlo Curley (59), Amerikaans organist[35]
- Lucy Gallardo (83), Argentijns-Mexicaans actrice en tekstschrijfster[36]
- Heidi Holland (64), Zuid-Afrikaans schrijfster en journaliste[37]
- Robert Kupperberg (68), Frans documentairemaker[38]
- Sid Waddell (72), Brits dartscommentator[39]

### 12 augustus
- Michael Dokes (54), Amerikaans bokser[40]
- Von Freeman (88), Amerikaans jazzmuzikant[41]
- Jerry Grant (77), Amerikaans autocoureur[42]
- Joe Kubert (85), Amerikaans strip- en comictekenaar[43]
- Alf Morris (84), Brits politicus[44]
- Odilon Mortier (81), Belgisch acteur[45]
- Willa Ward (91), Amerikaans gospelzangeres[46]

### 13 augustus
- Helen Gurley Brown (90), Amerikaans hoofdredacteur, auteur en uitgeefster[47]
- Salvador Escudero III (69), Filipijns politicus[48]
- Johnny Munkhammar (37), Zweeds politicoloog[49]

### 14 augustus
- Svetozar Gligorić (89), Servisch schaker[50]
- Marilyn Leavitt-Imblum (63), Amerikaans designer[51]
- Anna Orso (74), Italiaans actrice en fotomodel[52]
- Ron Palillo (63), Amerikaans acteur[53]
- Phyllis Thaxter (92), Amerikaans actrice[54]

### 15 augustus
- Bob Birch (56), Amerikaans basgitarist[55]
- Altamiro Carrilho (87), Braziliaans componist en muzikant[56]
- Biff Elliot (89), Amerikaans acteur[57]
- Harry Harrison (87), Amerikaans schrijver[58]
- Martine Franck (74), Belgisch fotografe[59]
- Matthew Ianniello (92), Amerikaans maffiabaas[60]
- Müşfik Kenter (80), Turks acteur[61]
- Suzy Møller (84), Nederlands zangeres[62]
- Bill Tillman (65), Amerikaans saxofonist[63]

### 16 augustus
- Leo Jansen (78), Nederlands politicus[64]
- Joaquín Luis Romero Marchent (90), Spaans filmregisseur,-producent en -scriptschrijver[65]
- Paul Priem (94), Belgisch burgemeester[66]

### 17 augustus
- Aase Bjerkholt (97), Noors politicus en minister[67]
- Willem G. van Maanen (91), Nederlands schrijver[68]
- Veronique Peck (80), Amerikaans filantroop[69]
- Victor Poor (79), Amerikaans computerwetenschapper[70]
- Patrick Ricard (67), Frans bedrijfsleider[71]

### 18 augustus
- Etienne Mangé (66), Belgisch politicus en penningmeester[72]
- Scott McKenzie (73), Amerikaans zanger[73]
- Piet Moeijes (63), Nederlands politicus[74]
- Jesse Robredo (54), Filipijns politicus[75]
- William Windom (88), Amerikaans acteur[76]

### 19 augustus
- Patrick Lachaert (64), Belgisch politicus[77]
- Maïté Nahyr (64), Belgisch actrice[78]
- Tony Scott (68), Brits filmregisseur[79]

### 20 augustus
- Phyllis Diller (95), Amerikaans actrice en comédienne[80]
- Daryl Hine (76), Canadees dichter en vertaler[81]
- Dom Mintoff (96), Maltees politicus[82]
- Len Quested (87), Brits voetballer[83]
- Meles Zenawi (57), president en premier van Ethiopië[84]

### 21 augustus
- Cornelis Geurtz (110), oudste Nederlander[85]
- Herman Hegger (96), Nederlands predikant[86]
- Hans Josephsohn (82), Zwitsers beeldhouwer[87]
- George Leber (91), Duits politicus[88]
- Guy Spitaels (80), Belgisch politicus[89]
- William Thurston (65), Amerikaans wiskundige[90]
- Sergio Toppi (79), Italiaans cartoonist[91]

### 22 augustus
- Nina Bawden (87), Brits kinderboekenschrijfster[92]
- Paul Shan Kuo-hsi (88), Taiwanees kardinaal[93]
- Jeffrey Stone (85), Amerikaans acteur[94]

### 23 augustus
- Edith Mastenbroek (37), Nederlands politica[95]
- Jerry Nelson (78), Amerikaans poppenspeler en zanger[96]

### 24 augustus
- Steve Franken (80), Amerikaans acteur[97]
- Lambert Heijmans (77), Nederlands ondernemer[98]
- Félix Miélli Venerando (74), Braziliaans voetbaldoelman[99]

### 25 augustus
- Neil Armstrong (82), Amerikaans astronaut[100]
- Wisse Dekker (88), Nederlands topfunctionaris[101]
- George Gallacher (68), Schots zanger en songwriter[102]
- Angkarn Kalayanapong (86), Thais dichter en kunstenaar[103]
- John Leefmans (79), Nederlands-Surinaams diplomaat, literatuurcriticus en dichter[104]
- Emilio Pacione (92), Schots voetballer[105]
- Manola Saavedra (76), Spaans actrice[106]

### 26 augustus
- Reginald Bartholomew (76), Amerikaans diplomaat[107]
- Piet Lingbeek (57), Nederlands muzikant en leraar[108]
- Stéphane Slima (41), Frans acteur en komiek[109]
- Alan Steen (90), Engels voetballer[110]
- Edwin Visser (47), Nederlands regisseur[111]

### 27 augustus
- Neville Alexander (75), Zuid-Afrikaans rebel en taalkundige[112]
- Aurora Bautista (86), Spaans actrice[113]
- Malcolm Browne (81), Amerikaans journalist en fotograaf[114]
- Ivica Horvat (86), Kroatisch voetballer en voetbaltrainer[115]

### 28 augustus
- Sjef Diederen (80), Nederlands troubadour[116]
- Shulamith Firestone (67), Amerikaans schrijfster[117]
- Alfred Schmidt (81), Duits filosoof[118]
- Ramón Sota (74), Spaans golfspeler[119]

### 29 augustus
- Hans Bosman (54), Nederlands kunstenaar[120]
- Paule Bronzini (112), oudste Frans persoon[121]
- Hans Jürgen Diedrich (89), Duits acteur[122]
- Sergei Ovsjinnikov (43), Russisch volleybalcoach[123]

### 30 augustus
- Daire Brehan (55), Amerikaans actrice, fitnessinstructeur en danseres[124]
- Albert Heaviside (94), Brits veteraan[125]
- Chris Lighty (44), Amerikaans hiphopmanager[126]
- Gabriel Vahanian (85), Amerikaans theoloog[127]

### 31 augustus
- Max Bygraves (89), Brits zanger, acteur en televisiepresentator[128]
- Joe Lewis (68), Amerikaans kickbokser en acteur[129]
- Carlo Maria Martini (85), Italiaans kardinaal[130]
- Jaap Mellink (62), Nederlands dichter en fotograaf[131]
- Sergej Sokolov (101), Oekraïens-Russisch militair en politicus[132]
- Norbert Walter (67), Duits econoom[133]

1900 ·
1901 ·
1902 ·
1903 ·
1904 ·
1905 ·
1906 ·
1907 ·
1908 ·
1909 ·
1910 ·
1911 ·
1912 ·
1913 ·
1914 ·
1915 ·
1916 ·
1917 ·
1918 ·
1919 ·
1920 ·
1921 ·
1922 ·
1923 ·
1924 ·
1925 ·
1926 ·
1927 ·
1928 ·
1929 ·
1930 ·
1931 ·
1932 ·
1933 ·
1934 ·
1935 ·
1936 ·
1937 ·
1938 ·
1939 ·
1940 ·
1941 ·
1942 ·
1943 ·
1944 ·
1945 ·
1946 ·
1947 ·
1948 ·
1949 ·
1950 ·
1951 ·
1952 ·
1953 ·
1954 ·
1955 ·
1956 ·
1957 ·
1958 ·
1959 ·
1960 ·
1961 ·
1962 ·
1963 ·
1964 ·
1965 ·
1966 ·
1967 ·
1968 ·
1969 ·
1970 ·
1971 ·
1972 ·
1973 ·
1974 ·
1975 ·
1976 ·
1977 ·
1978 ·
1979 ·
1980 ·
1981 ·
1982 ·
1983 ·
1984 ·
1985 ·
1986 ·
1987 ·
1988 ·
1989 ·
1990 ·
1991 ·
1992 ·
1993 ·
1994 ·
1995 ·
1996 ·
1997 ·
1998 ·
1999 ·
2000 ·
2001 ·
2002 ·
2003 ·
2004 ·
2005 ·
2006 ·
2007 ·
2008 ·
2009 ·
2010 ·
2011 ·
2012 ·
2013 ·
2014 ·
2015 ·
2016 ·
2017 ·
2018 ·
2019 ·
2020 ·
2021 ·
2022 ·
2023 ·
2024 ·
2025